# Norrby källa
Norrby källa är en källa i Döderhults socken, Oskarshamns kommun, inte långt från Fredriksbergs herrgård.
Källan upptäcktes 1744 av Gabriel Svala och Anders Dahlström den yngre lät uppföra ett brunnshus på platsen. Vid mitten 1800-talet hade källan sin glansperiod som brunnsort med flera hundra gäster. En trädgård med promenadstråk anlades i anslutning till brunnen. 1907 flyttades dock brunnshuset till Oskarshamns folkpark.
Idag finns bara den stenskodda källan kvar. En vällingklocka som hängt vid brunnen och en skulpterad änglabild som varit placerad här finns numera på Fredriksbergs herrgård.